# Olidiana setacea
Olidiana setacea är en insektsart som beskrevs av Nielson 1982. Olidiana setacea ingår i släktet Olidiana och familjen dvärgstritar. Inga underarter finns listade i Catalogue of Life.